# Jesch Gvul
Jesch Gvul (häufig: Yesh Gvul, hebräisch יש גבול, deutsch „es gibt eine Grenze“ oder „es ist genug“) ist eine israelische Organisation zur Kriegsdienstverweigerung in den Israelischen Verteidigungsstreitkräften (IDF), sogenannten Refusenik.
Jesch Gvul unterstützt Soldaten, die den Kriegseinsatz verweigern, materiell und macht ihren Fall öffentlich. Dabei sind die Mitglieder überwiegend keine Pazifisten, die generell den Militärdienst ablehnen, sondern betonen ihre generelle Bereitschaft dazu, bestehen aber auf einer Limitierung des Gehorsams und der Unverletzlichkeit persönlicher Wertvorstellungen.

## Entstehung und Ziele
Die Bewegung wurde im Juli 1982 im Rahmen außerparlamentarischer Proteste gegen den ersten Libanonkrieg 1982 in Jerusalem von Reservisten gegründet, die um Freistellung von Einsätzen im Libanon baten. Mehr als 250 Soldaten unterzeichneten in der Folge eine entsprechende Petition an den damaligen Ministerpräsidenten Menachem Begin und Verteidigungsminister Ariel Scharon:

“We took an oath to defend the security and the welfare of the state of Israel. We are faithful to that oath. Therefore, we request you to permit us to perform our reserve duty within the borders of the state of Israel and not on the soil of Lebanon.”

„Wir haben einen Eid darauf abgelegt, die Sicherheit und das Wohlergehen des Staates Israel zu verteidigen. Wir stehen treu zu diesem Eid. Daher bitten wir Sie, uns zu erlauben, unsere Reservedienst innerhalb der Grenzen des Staates Israel und nicht auf dem Boden des Libanon durchzuführen.“

143 Soldaten, ein Fünftel davon Offiziere, verweigerten anschließend nachweislich den Einsatz, wurden gerichtlich belangt und zwischen 14 und 35 Tage in Militärgefängnissen inhaftiert. Bis zu Beginn der Zweiten Intifada hatten etwa 400 Verweigerer Gefängniszeiten verbüßt, anschließend steigen die Zahlen rapide an.
Im Oktober 1989 richtete Jesch Gvul eine Petition gegen verschiedene Aspekte der geltenden Schießbefehle an den Obersten Gerichtshof Israels. Die Petition wurde abgewiesen.
Die Organisation fordert die Umsetzung des UN-Teilungsplanes für Palästina, das Ende des „Missbrauchs der IDF“ und der Besetzung der Palästinensischen Autonomiegebiete.
Von anderen Organisationen wie Schalom Achschaw, die zwar ebenfalls Kritik an Militäreinsätzen üben, aber Befehlsverweigerung ablehnen, distanziert sich Jesch Gvul, ist aber mit jüngeren Antikriegsorganisationen wie dem Refuser Solidarity Network in Chicago und der linksgerichteten Schovrim Schtika verbunden.

## Kritik
Caroline Glick, Kommentatorin der Jerusalem Post, bezeichnete Jesch Gvul aufgrund der Aufrufe zur Kriegsdienstverweigerung als „kriminelle Organisation“. Nach einer Anzeigenkampagne im Jahr 2009 in der Zeitung Haaretz, in der Jesch Gvul Soldaten implizit dazu aufrief, nicht an laufenden Militäroperationen gegen die Hamas im Gazastreifen teilzunehmen, forderte der Knesset-Abgeordnete Uri Ariel Anklagen wegen Anstiftung und Aufwiegelei gegen die Gruppe. Israels Generalstaatsanwalt Shai Nitzan lehnte eine Anklageerhebung jedoch ab.